# Вигнання владики
«Вигнання владики» — фантастичний роман Григорія Адамова, опублікований посмертно 1946 року. Автор розпочав писати роман 1938 року і в рамках збору матеріалу здійснив подорож до Арктики.

## Назва
Цитата з роману: «Владика — холод, який ще панує в Арктиці».

## Сюжет
19.. рік. Бійці прикордонної застави ловлять перебіжчиків із-за кордону. Заставу перевіряє товариш майор МДБ Комаров. Увагу майора привертає один із затриманих. Перебіжчика Кардана під час транспортування викрадають чотири озброєні особи в масках і везуть його в експресі Одеса — Київ, проте в районі Вознесенська Кардан вистрибує з поїзда. Переслідуючи його, майор Комаров опиняється на кашалотоподібному пасажирському гелікоптері «Дедал», який іде рейсом Миколаїв — Свердловськ. У Воронежі Кардан сходить на землю та зупиняється у квартирі лаборанта Заммеля. Потім Кардан на гелікоптері летить до Москви. Тим часом на півночі Радянського Союзу ведеться «арктичне будівництво» під егідою міністерства Великих арктичних робіт (ВАР).
Молодий учений-гідрогеолог Сергій Лавров приходить у гості до своєї знайомої Ірини Денисової і в присутності Миколи Березіна, який зайшов також до неї, викладає ідею підвищення температури в Північному Льодовитому океані з метою організації цілорічної навігації та перетворення радянської Арктики на оазу. Для реалізації цієї ідеї Лавров пропонує направити Гольфстрім у бік Таймиру. Ірина, в яку закохані Лавров і Березін, захоплено приймає цю ідею, незабаром підтриману на найвищому державному рівні. Охоплений заздрістю і ревнощами Березін, який для вигляду також підтримав план Лаврова, вступає в контакт з кореспондентом Еріком Гоберті, який пояснює, що північний морський шлях викликає занепокоєння ділових кіл Заходу через загрозу рентабельності Суецького каналу.
У районі острова Рудольфа на дні буриться перша підводна теплова шахта грандіозного радянського будівництва. У підводному селищі будівельників «заступник міністра ВАР» Лавров розповідає Гоберті про особливості арктичного будівництва. Тим часом у шахті № 3, через дефект поршня, трапляється аварія, за якою можуть стояти диверсія або саботаж. Одного з працівників заарештовують і він гине в «будинку попередньої ізоляції» до завершення розслідування. У льодах в районі мису Бажання вибухає криголам «Чапаєв». Майор Комаров, який переслідує Кардана, дивом залишається живим, але опиняється у всюдиході на крижині з торосами посеред Карського моря, де йому зі супутниками доводиться відстрілюватися від білого ведмедя. За допомогою скафандра він прямує до шахти № 6. Тим часом, гірничопрохідники наштовхуються на магмову жилу, що викликає чергову аварію на шахті № 6 на острові Жовтневої Революції, недалеко від протоки Шокальського. Комаров виявляє табір з іноземним літаком і вплутується в перестрілку, в ході якої йому вдається захопити в полон Кардана (Коновалов, він же Курилін). Комаров зустрічає Лаврова, який керує ліквідацією аварії в підводному селищі. В ході допиту з'ясовується, що Кардан — це 45-річний син білоемігранта Коновалова, який народився в Німеччині напередодні приходу фашистів до влади (отже, дія роману відбувається не пізніше 1978 року). Нитки змови вели до керівництва компанії Суецького каналу. Дізнавшись про невдачу, Гоберті приймає ціаністий калій. Березіна засуджено, він відбуває покарання в Якутії. В ході затримання диверсантів гине майор Комаров, але його ім'ям називають електрохід. Лавров відкриває гольфстрімську трасу і стовпи підводної пари розколюють кригу, відкриваючи Північний морський шлях. Він одружується з Іриною.

## Світ роману
У романі згадано телевізор, електромобіль (тульський «ТЕМ-146»), електроцикл, аеромобіль, стратоплан, орнітоптер, «океанські електроходи» («Карелія», «Дніпро», «Десна», «Полтава» та «Дон»), «електрокомбайн», гелікоптер, геліостанції (у Криму, на Кавказі та в республіках Середньої Азії), вітрова електростанція, радіотелефон, світлова рушниця, телевізефон, лічильно-аналітичні машини, георозчинник, інфрачервоний нічний бінокль та «інфрачервоні сторожі».
Центром політичного життя Радянського Союзу є московський Палац Рад. Рідкісні товари (ікра, старовинні гравюри, гелікоптери) купуються за талонами. Зі страв згадано каву, цукерки, шоколад, варення, печиво, апельсин, виноград, ковбасу та тюленячі відбивні «по-північноземельськи».

## Видання
- Адамов Г. Изгнание владыки. — Москва — Ленинград : Детгиз, 1946. — 598 с. — 30000 прим.
- Адамов Гр. Изгнание владыки. — Новосибирск, 1958. — 458 с. — 75000 прим.
- Адамов Г. Изгнание владыки. — Київ : Молодь, 1959.
- Адамов Г. Изгнание владыки. — М. : Терра, 1995. — ISBN 5-300-00139-2.
- Адамов Г. Изгнание владыки. — М. : Эксмо, 2008. — 576 с. — 4000 прим. — ISBN 978-5-699-28587-7.
- Адамов Г. Изгнание владыки. Победители недр. — Фрунзе : Киргизучпедгиз, 1958. — 761 с. — 225000 прим.